# Mirko Antonucci
Mirko Antonucci (Roma, 11 marzo 1999) è un calciatore italiano, attaccante dello Spezia.

## Caratteristiche tecniche
Ala sinistra di piede destro, sa giocare anche con il sinistro. Può giocare su entrambe le fasce dove si distingue per l'imprevedibilità e la buona tecnica individuale. Bravo nel muoversi senza palla per attaccare gli spazi, viene paragonato a Diego Perotti.

## Carriera

### Club

#### Gli esordi tra Roma e Pescara
Nato a Roma, nel 2013 viene notato da Bruno Conti che lo porta nel settore giovanile del club giallorosso. Dopo aver fatto tutta la trafile delle giovanili, nel 2017 firma il suo primo contratto da professionista.. Il 24 gennaio 2018 esordisce in prima squadra subentrando al 74' a Cengiz Ünder nel match di Serie A pareggiato 1-1 contro la Sampdoria dove serve l'assist per il gol di Džeko al 91'. Il 2 maggio esordisce invece in Champions League nella semifinale contro il Liverpool vinta 4-2.
Il 19 luglio 2018 viene ceduto in prestito al Pescara. Al termine della stagione in cui colleziona 21 presenze fra campionato e coppa, fa ritorno alla capitale dove viene confermato per la stagione seguente. Fa il suo debutto nella stagione 2019-20 durante la partita di Roma-Cagliari, subentrando al 28' minuto al posto di Amadou Diawara, uscito per infortunio.

#### Prestiti a Setúbal e Salernitana
Il 30 gennaio 2020, Antonucci si trasferisce in prestito breve al Vitória Setúbal, con cui debutta il 24 febbraio seguente, nel match di campionato contro il Braga. Trova il suo primo gol con i portoghesi, nonché il suo primo gol da professionista, il 10 giugno 2020 contro il Santa Clara. Il 22 giugno la società portoghese comunica che il prestito termina con effetto immediato a seguito di alcuni video postati dal calciatore dopo una sconfitta della squadra in campionato; l'esperienza portoghese di Antonucci termina con 6 presenze collezionate ed una rete realizzata.
Il 5 ottobre 2020, Antonucci viene girato in prestito con diritto di riscatto alla Salernitana per l'intera stagione 2020-2021. A fine stagione, raggiunge con i campani la promozione in Serie A, pur rimediando appena 3 presenze in tutta la stagione. Fa quindi ritorno alla Roma.

#### Cittadella
Il 30 luglio 2021, Antonucci lascia a titolo definitivo i capitolini, trasferendosi al Cittadella. Debutta con i veneti il 14 agosto, in occasione della gara di Coppa Italia vinta contro il Monza (2-1), distinguendosi per la realizzazione di un assist. La prima presenza in Serie B con il nuovo club arriva una settimana più tardi, in occasione del vittorioso derby contro il Lanerossi Vicenza (1-0).Il 7 novembre segna la sua prima rete con i veneti, andando a segno nel successo interno sul Pisa per 2-0. Nella stagione 2022/2023 risulta determinante per la salvezza in Serie B del Cittadella grazie alle 11 reti realizzate che lo portano al settimo posto della classifica marcatori.

#### Spezia e prestiti
Il 1º agosto 2023 viene acquistato a titolo definitivo dallo Spezia, neo-retrocesso in Serie B. Il 14 agosto successivo, all'esordio ufficiale con gli aquilotti, va a segno nella sfida di Coppa Italia contro il Venezia, vinta ai rigori. Il 30 settembre si sblocca in campionato, andando a segno nel successo per 2-1 in casa della Feralpisalò.
Il 1º febbraio 2024 passa in prestito al Cosenza, nello stesso campionato. Il 6 aprile seguente, segna il suo primo gol con i silani, fissando il definitivo 2-2 in casa ancora della Feralpisalò.
Il 31 luglio dello stesso anno, viene ceduto al Cesena, neo-promosso in Serie B, in prestito con diritto di riscatto, convertibile in obbligo al verificarsi di determinate condizioni. Il 17 gennaio 2025 segna la sua prima rete con i romagnoli, nel successo esterno sulla Sampdoria per 2-1. 

## Statistiche

### Presenze e reti nei club
Statistiche aggiornate al 17 maggio 2025.
| Stagione          | Squadra           | Campionato        | Campionato | Campionato | Coppe nazionali | Coppe nazionali | Coppe nazionali | Coppe continentali | Coppe continentali | Coppe continentali | Altre coppe | Altre coppe | Altre coppe | Totale | Totale | Totale |
| Stagione          | Squadra           | Comp              | Pres       | Reti       | Comp            | Pres            | Reti            | Comp               | Pres               | Reti               | Comp        | Pres        | Reti        | Pres   | Reti   |        |
| ----------------- | ----------------- | ----------------- | ---------- | ---------- | --------------- | --------------- | --------------- | ------------------ | ------------------ | ------------------ | ----------- | ----------- | ----------- | ------ | ------ | ------ |
| 2017-2018         | Roma              | A                 | 2          | 0          | CI              | 0               | 0               | UCL                | 1                  | 0                  | -           | -           | -           | 3      | 0      |        |
| 2018-2019         | Pescara           | B                 | 18+1       | 0          | CI              | 2               | 0               | -                  | -                  | -                  | -           | -           | -           | 21     | 0      |        |
| 2019-gen. 2020    | Roma              | A                 | 2          | 0          | CI              | 0               | 0               | UEL                | 2                  | 0                  | -           | -           | -           | 4      | 0      |        |
| Totale Roma       | Totale Roma       | Totale Roma       | 4          | 0          |                 | 0               | 0               |                    | 3                  | 0                  |             |             |             | 7      | 0      |        |
| gen.-giu. 2020    | Vitória Setúbal   | PL                | 6          | 1          | CP+CdL          | 0               | 0               | -                  | -                  | -                  | -           | -           | -           | 6      | 1      |        |
| 2020-2021         | Salernitana       | B                 | 3          | 0          | CI              | 1               | 0               | -                  | -                  | -                  | -           | -           | -           | 4      | 0      |        |
| 2021-2022         | Cittadella        | B                 | 36         | 3          | CI              | 2               | 0               | -                  | -                  | -                  | -           | -           | -           | 38     | 3      |        |
| 2022-2023         | Cittadella        | B                 | 37         | 11         | CI              | 1               | 0               | -                  | -                  | -                  | -           | -           | -           | 38     | 11     |        |
| Totale Cittadella | Totale Cittadella | Totale Cittadella | 73         | 14         |                 | 3               | 0               |                    | -                  | -                  |             | -           | -           | 76     | 14     |        |
| 2023-feb. 2024    | Spezia            | B                 | 19         | 1          | CI              | 1               | 1               | -                  | -                  | -                  | -           | -           | -           | 20     | 2      |        |
| feb.-giu. 2024    | Cosenza           | B                 | 13         | 1          | CI              | -               | -               | -                  | -                  | -                  | -           | -           | -           | 13     | 1      |        |
| 2024-2025         | Cesena            | B                 | 35+1       | 4          | CI              | 3               | 0               | -                  | -                  | -                  | -           | -           | -           | 39     | 4      |        |
| Totale carriera   | Totale carriera   | Totale carriera   | 172+1      | 21         |                 | 10              | 1               |                    | 3                  | 0                  |             | -           | -           | 186    | 22     |        |

### Cronologia presenze e reti in nazionale
| Cronologia completa delle presenze e delle reti in nazionale ― Italia under 20 | Cronologia completa delle presenze e delle reti in nazionale ― Italia under 20 | Cronologia completa delle presenze e delle reti in nazionale ― Italia under 20 | Cronologia completa delle presenze e delle reti in nazionale ― Italia under 20 | Cronologia completa delle presenze e delle reti in nazionale ― Italia under 20 | Cronologia completa delle presenze e delle reti in nazionale ― Italia under 20 | Cronologia completa delle presenze e delle reti in nazionale ― Italia under 20 | Cronologia completa delle presenze e delle reti in nazionale ― Italia under 20 |
| Data                                                                           | Città                                                                          | In casa                                                                        | Risultato                                                                      | Ospiti                                                                         | Competizione                                                                   | Reti                                                                           | Note                                                                           |
| ------------------------------------------------------------------------------ | ------------------------------------------------------------------------------ | ------------------------------------------------------------------------------ | ------------------------------------------------------------------------------ | ------------------------------------------------------------------------------ | ------------------------------------------------------------------------------ | ------------------------------------------------------------------------------ | ------------------------------------------------------------------------------ |
| 15-11-2018                                                                     | Sassuolo                                                                       | Italia under 20                                                                | 3 – 3                                                                          | Germania under 20                                                              | Elite League Under-20                                                          | -                                                                              | 80’                                                                            |
| 20-11-2018                                                                     | Katwijk                                                                        | Paesi Bassi under 20                                                           | 3 – 2                                                                          | Italia under 20                                                                | Elite League Under-20                                                          | -                                                                              | 90+2’                                                                          |
| 21-3-2019                                                                      | Busto Arsizio                                                                  | Italia under 20                                                                | 0 – 1                                                                          | Rep. Ceca under 20                                                             | Elite League Under-20                                                          | -                                                                              | 46’                                                                            |
| Totale                                                                         |                                                                                | Presenze                                                                       | 3                                                                              |                                                                                | Reti                                                                           | 0                                                                              |                                                                                |

## Palmarès

### Club

#### Competizioni giovanili
- Campionato Primavera: 1

Roma: 2015-2016
- Coppa Italia Primavera: 1

Roma: 2016-2017
- Supercoppa Primavera: 1

Roma: 2016